# Кириаку, Мария-Элена
Мария-Элена Кириаку (греч. Μαρία Έλενα Κυριάκου; 11 января 1984, Ларнака, Кипр) — греческая певица кипрского происхождения.

## Биография
Кириаку одержала победу в первом сезоне шоу талантов The Voice of Greece, где принимала участие в команде Деспины Ванди. С песней «One Last Breath» представляла Грецию на Евровидении 2015. В финале певица заняла 19-е место.

## Личная жизнь
Помимо Марии, в её семье было ещё трое детей, среди них и кипрский футболист Кирьякос Павлу.
В 2006 году Мария вышла замуж за кипрского спортивного журналиста Грегориса Грегориу, в браке родилось трое детей. Мария и Грегорис развелись в 2011 году.